# Dans in het maanlicht
Dans in het maanlicht (oorspronkelijke Engelse titel: The moth) is een boek geschreven door Catherine Cookson uit 1986.

## Verhaal
Wanneer Robert, een jonge energieke man Agnes ontmoet voelt hij zich sterk tot haar aangetrokken. Maar zal hij met haar kunnen trouwen?